# Calcochloris leucorhinus
Calcochloris leucorhinus е вид бозайник от семейство Златни къртици (Chrysochloridae).

## Разпространение
Разпространен е в Ангола, Камерун, Централноафриканска република, Демократична република Конго, Република Конго и Габон.